# The Princess Bride (film)
The Princess Bride is een Amerikaanse film uit 1987 van regisseur Rob Reiner met in de hoofdrollen Cary Elwes en Robin Wright. 
Het is een komedie met elementen van fantasy en romantiek. In de film leest een grootvader een verhaal voor aan zijn zieke kleinzoon. Het is een verhaal over een prinses die verliefd wordt op een staljongen. Na een groot aantal jaren en diverse avonturen kunnen ze eindelijk trouwen. De film is gebaseerd op het boek The Princess Bride van William Goldman.

## Verhaal
Een grootvader bezoekt zijn zieke kleinzoon. De jongen verveelt zich en grootvader stelt voor een verhaal voor te lezen. Aanvankelijk is de kleinzoon tegen omdat hij verhalen haat waarin gekust wordt. Al snel gaat hij echter helemaal op in het volgende verhaal:
Buttercup houdt ervan de staljongen Westley te commanderen. De arme jongen draagt zijn lot gelaten en op elk bevel antwoordt hij: "Zoals u wenst". Buttercup krijgt door dat Westley verliefd op haar is en ze moet bekennen dat ze zelf ook smoorverliefd is op hem. Westley wil alleen maar trouwen met Buttercup als hij zijn fortuin heeft gemaakt. Hij vertrekt met een schip en later verneemt Buttercup dat Westley is vermoord door de piraat Roberts. De ontroostbare Buttercup laat zich overhalen om te trouwen met de rijke, maar onbetrouwbare prins Humperdinck. Vlak voor de bruiloft wordt Buttercup ontvoerd door de dwerg Vizzini, de reus Fezzik en de zwaardvechter Montoya. Hoewel Humperdinck de ontvoerders laat achtervolgen, is het een geheimzinnige, in zwart geklede man die Buttercup bevrijdt. Het blijkt Westley te zijn. Hij is niet vermoord door Roberts, maar door de laatste opgeleid tot piraat. Buttercup en Westley vluchten door het beruchte Vuurmoeras. Ze worden echter opgewacht door Humperdinck. Westley wordt weggevoerd door Rugen, de kanselier van Humperdinck om gemarteld te worden en Buttercup wordt gedwongen om met Humperdinck te trouwen. De laatste wil echter een conflict met zijn buurland forceren door Buttercup te vermoorden en de schuld op de buren te schuiven. Westley wordt zo gemarteld dat hij op het randje van de dood zweeft. Hij wordt echter bevrijd door Montoya en Fezzik die op zijn doodsschreeuw afkomen. Dankzij Max de Wonderman wordt Westley deels genezen. Samen met Montoya en Fezzik bestormt hij het kasteel van Humperdinck en bevrijdt Buttercup.

## Rolverdeling
| Acteur            | Personage         |
| ----------------- | ----------------- |
| Cary Elwes        | Westley           |
| Robin Wright      | Buttercup         |
| Chris Sarandon    | Prins Humperdinck |
| Mandy Patinkin    | Montoya           |
| André the Giant   | Fezzik            |
| Christopher Guest | Rugen             |
| Billy Crystal     | Miracle Max       |
| Peter Falk        | grootvader        |
| Fred Savage       | kleinzoon         |
| Wallace Shawn     | Vizzini           |

## Achtergrond
De film werd opgenomen in Burnham Beeches, Buckinghamshire, Castleton, Haddon Hall, Bakewell, Derbyshire (alle in Engeland) en in Moher, County Clare in Ierland.
Acteurs Mandy Patinkin en Cary Elwes ondergingen een intensieve training in schermen. Aangezien zij in de film twee meesterschermers moesten verbeelden, spendeerden ze zelfs tijdens de opnames vrijwel elke vrije minuut aan schermen. De schermscènes zijn ook zonder stuntmensen opgenomen, afgezien van de salto's die de zwaardvechters soms maken.
André the Giant die de reus Fezzik speelt, was een bekende worstelaar in jaren zeventig en tachtig. Zijn reusachtige gestalte was het gevolg van de ziekte acromegalie. Hierbij maakt het lichaam te veel groeihormoon aan.

## Soundtrack
Het nummer Storybook Love, geschreven en gezongen door Willy DeVille, was genomineerd voor de Academy Award voor beste originele nummer.
alle nummers gecomponeerd door Mark Knopfler behalve Storybook Love
1. Once upon a Time...Storybook Love – 4:00
2. I Will Never Love Again – 3:04
3. Florin Dance – 1:32
4. Morning Ride – 1:36
5. The Friends' Song – 3:02
6. The Cliffs of Insanity – 3:18
7. The Swordfight – 2:43
8. Guide My Sword – 5:11
9. The Fire Swamp and the Rodents of Unusual Size – 4:47
10. Revenge – 3:51
11. A Happy Ending – 1:52
12. Storybook Love (Willy DeVille) – 4:24